# RSG Hochsauerland
Die RSG Hochsauerland (Rennschlittengemeinschaft Hochsauerland) ist ein deutscher eingetragener Verein, in dem die Sportarten Skeleton und Bob betrieben werden. Sein Sitz ist im Olsberger Stadtteil Wiemeringhausen.
Zunächst gehörte nur Skeleton zum Vereinsprogramm, später kam auch der Bobsport hinzu. Training und Wettkämpfe bestreiten die Athleten des Vereins am Olympiastützpunkt Bob- und Rodelbahn Winterberg. Leitender Trainer des Vereins ist der Olympiasieger und Nationaltrainer Bernhard Lehmann. Gemeinsam mit den Vereinen BSC Winterberg, BRC Hallenberg und SC Fredeburg bildet de RSG den Nordrhein-Westfälischen Bob- und Schlittensportverband.
Im Skeletonsport gehören zu den aktuellen Vereinsmitgliedern Lena Joch, Jacqueline Lölling und Daniel Lingenauber. Zuvor startete für den Verein unter anderem Sebastian Haupt, Katharina Heinz und Kerstin Szymkowiak. Ehemalige Starter im Bobsport sind Sandra Kiriasis, Berit Wiacker, Janine Tischer und Christine Spataru.